# Erythranassa saucra
Erythranassa saucra är en mångfotingart som beskrevs av Hoffman och Howell 1987. Erythranassa saucra ingår i släktet Erythranassa och familjen Gomphodesmidae. Inga underarter finns listade i Catalogue of Life.